# Nemški Rovt
Nemški Rovt – wieś w Słowenii, w gminie Bohinj. W 2018 roku liczyła 117 mieszkańców.